# ふしぎだいすき
『ふしぎだいすき』は、2005年4月5日から2011年3月7日までNHK教育テレビジョンで放送されていた小学校3年生向けの学校放送（教科：理科）である。副音声付放送を実施。

## 放送時間
いずれも日本標準時、別の時間帯での再放送あり。レギュラー放送の終了後も、2014年7月11日まで深夜の時間帯に繰り返し再放送されていた。
| 期間                         | 放送時間             |
| ---------------------------- | -------------------- |
| 2005年4月5日 - 2008年3月11日 | 火曜日 10:00 - 10:15 |
| 2008年4月7日 - 2011年3月7日  | 月曜日 09:30 - 9:45  |

## 出演者

### ふしぎのなかまたち
以下の「なかまたち」の声は、三輪勝恵や中村大樹などが複数担当していた。なかまたちの名称については当初は設定されておらず、後に一般公募によって付けられた。いずれもロボットのような関節のある2本の細い脚（ハイウェイスターZのみ4本）と後頭部の左右にコネクタを持ち、そこからコードを出してリンクしたりできる。いずれも登場時自分のテーマ音楽がある（マルコXのぞく）。
マルコX　
声：三輪勝恵
黄色のなかまで、番組の主役。身体は丸形。好奇心旺盛で、あらゆるものに興味と疑問を抱く。後頭部のコネクタに他の「ふしぎのなかまたち」から出るコードを繋いでリンクすることにより、目から映像を映し出して「ふしぎ」を解き明かしていく。口癖は「びっくりびっくり！」。
ふしぎ兄さんK
声：中村大樹
薄青色のなかまで、なかまたちのリーダー格。身体は円柱形で、レンズ部分がオレンジ色の眼鏡をかけている。なかまたちの中では一番の物知りで、マルコXに「ふしぎ」に対する考察を促す。キザな面もあり、あまりマルコからは快く思われていない。口癖は「もしかしてキミ」「まさか、～わけじゃないよね？」。モデル歩きをしていてよく足を組む。
メカボーQ
声：三輪勝恵
紫色のなかま。身体はやや平たい形で、目の部分に双眼鏡が付いている。「ふしぎ」を見つけて大きく見せる役割。
まめIII世SS
声：三輪勝恵
黄緑色のなかま。身体はやや引き延ばした半球形。メカボーQの弟で、右目に伸縮する望遠鏡が付いている。「ふしぎ」をさらに大きく拡大して見せる役割。
スケルアイB
声：三輪勝恵
茶色のなかま。身体は水滴形に近く、内視鏡のように細長く伸びる目を持つ。「ふしぎ」の外からは見えない部分を見せる役割。動きが遅いため、マルコから早く接続するように促される。不気味な笑い声をよくあげている。
ダイスケさんG
声：中村大樹
緑色のなかま。身体は凸形で四角い眼鏡をかけ、よく携帯電話を持っている。「ふしぎ」に関する様々な情報をマルコXに教える。
ハイウェイスターZ
声：三輪勝恵
朱色のなかま。胸ビレ・背ビレのないイルカのような体型で、潜水眼鏡のような物をかけている。時間の流れを縮めて見せる役割を持つ。口調が早い。セリフの音声まで音が高くなることがある。
ビッグボーンP
声：中村大樹
桃色のなかま。身体は丸くややデコボコしている。なかまの中で最も大きく、時間の流れを遅くして見せる役割を持つ。

### ナレーター
- キートン山田
- 松本保典 - 副音声解説を担当。
- 茶風林 - 第13回と最終回での副音声解説を担当。

## 放送リスト
※印は、2008年度 - 2009年度の放送で新作に差し替えられた回。
| 話数 | 初回放送日     | タイトル                       |
| ---- | -------------- | ------------------------------ |
| 1    | 2005年 4月5日  | ひらけ！ふしぎのとびら         |
| 2    | 4月19日        | あれれ！たねからなーんだ       |
| 3    | 5月10日        | びっくり！あおむし大へんしん   |
| 4    | 5月24日        | なるほど！草花のしんたいけんさ |
| 5    | 6月7日         | さがせ！野原の虫               |
| 6    | 6月21日        | たんけん！なつのもり           |
| 7    | 7月5日         | ふしぎなカメラ (1) ※           |
| 8    | 8月23日        | あらら！花からなーんだ         |
| 9    | 9月13日        | 大集合！たねにもいろいろ       |
| 10   | 9月27日        | ふーん！ひなたとひかげ         |
| 11   | 10月11日       | たんけん！あきのもり           |
| 12   | 10月25日       | きらり！もっと光を             |
| 13   | 11月8日        | たんけん！ふゆのもり           |
| 14   | 11月22日       | ピカッ！まめでんきゅう         |
| 15   | 12月6日        | ふしぎなカメラ (2) ※           |
| 16   | 2006年 1月10日 | ぐぐっと！じしゃくパワー       |
| 17   | 1月24日        | はたらけ！パワフルじしゃく     |
| 18   | 2月7日         | わくわく！おもちゃのくに ※     |
| 19   | 2月21日        | とうじょう！ふしぎヒーロー     |
| 20   | 3月7日         | ふしぎなカメラ (3) ※           |